# Idan Tal
Idan Tal (en hebreu: עידן טל) és un futbolista israelià, nascut a Jerusalem el 13 de setembre de 1975. Ocupa la posició de migcampista.

## Trajectòria
Va començar la seua carrera al Maccabi Petah Tikva a la temporada 96/97, jugant 71 partits fins a la seua marxa al Hapoel Tel Aviv FC. Amb aquest club guanya la State Cup, el primer títol del club des de feia 11 anys. Hi juga 14 partits fins al final de la temporada 98/99, quan recala al CP Mérida, de la Segona Divisió espanyola.
Hi retorna al Maccabi Petah Tikva. Hi disputa set partits abans d'anar-se'n a l'Everton FC, a l'octubre del 2000. Amb l'equip anglès hi suma 29 partits abans de tornar a la competició espanyola, ara al Rayo Vallecano, amb qui disputa sis partits.
De nou al seu país, hi milita a les files del Maccabi Haifa FC. El juliol del 2006 hi retorna al futbol anglès, beneficiat per disposar de la nacionalitat francesa, i per tant, no ocupar plaça d'extracomunitari. Hi arriba al Bolton Wanderers FC, on juga un any abans de fitxar pel Beitar Jerusalem FC.

## Selecció
Ha estat internacional amb Israel en 69 ocasions, tot marcant cinc gols.

## Títols
- Israeli Premier League (4):
  - 2003-04, 2004-05, 2005-06, 2007-08
- State Cup (3):
  - 1999, 2008, 2009
- Toto Cup (1):
  - 2005-06
- Jugador de l'Any Israelià:
  - 2004/05